# Hypenagonia cyanospila
Hypenagonia cyanospila är en fjärilsart som beskrevs av Turner 1908. Hypenagonia cyanospila ingår i släktet Hypenagonia och familjen nattflyn. Inga underarter finns listade i Catalogue of Life.